# 圣莱昂纳多
圣莱昂纳多（義大利語：San Leonardo），是意大利弗留利-威尼斯朱利亚大区乌迪内省的一个市镇。总面积27平方公里，人口1195人，人口密度44.3人/平方公里（2009年）。ISTAT代码为030102。